# Phyllis S. Freier
Pour les articles homonymes, voir Freier.
Phyllis S. Freier (19 janvier 1921 - 18 décembre 1992) est une astrophysicienne américaine. Elle a présenté des preuves de l'existence d'éléments plus lourds que l'hélium dans le rayonnement cosmique, une découverte clé pour l'astrophysique. 

## Jeunesse et formation
Phyllis St. Cyr naît à Minneapolis (Minnesota), le 21 janvier 1921. Elle obtient son Bachelor of science en 1942, son Master of science en 1944 et son Doctorat en 1950 à l'Université du Minnesota.  
St. Cyr épouse son collègue physicien George Freier après avoir reçu sa maîtrise. 

## Carrière
Pendant la Seconde Guerre mondiale, Freier est employée comme physicienne au Naval Ordnance Laboratory de 1944 à 1945. Après la guerre, elle poursuit ses études supérieures en physique à l'Université du Minnesota. Freier effectue ses recherches doctorales sous la direction d'Edward Ney et Frank Oppenheimer, utilisant des ballons à haute altitude pour étudier le rayonnement cosmique. En 1948, cette recherche conduit Freier à devenir la première personne à voir des traces dans des émulsions nucléaires, prouvant que des noyaux d'éléments lourds sont inclus dans le rayonnement cosmique, une découverte clé pour l'astrophysique.  
Après avoir obtenu son doctorat, Freier devient associée de recherche à l'Université du Minnesota de 1950 à 1970, puis professeur agrégée de 1970 à 1975 et professeur de physique de 1975 à 1992.  
Elle publie d'autres contributions importantes dans les domaines de la physique des particules, de la géophysique et de l'astrophysique. Notamment sur les spectres d'émission nucléaire, le rayonnement cosmique ou l'utilisation d'émulsions nucléaires. 
Elle est membre de l'Association américaine pour l'avancement des sciences et de la Société américaine de physique. En 1988, Freier obtient un prix d'enseignement de l'Université du Minnesota pour ses contributions exceptionnelles à l'éducation des étudiants de premier cycle en physique.  
Elle décède le 18 décembre 1992 de la maladie de Parkinson.        

## Publications majeures
- Freier, Lofgren, Ney et Oppenheimer, « Evidence for Heavy Nuclei in the Primary Cosmic Radiation », Physical Review, vol. 74, no 2,‎ 15 juillet 1948, p. 213–217 (DOI 10.1103/PhysRev.74.213, Bibcode 1948PhRv...74..213F)
- (en) Freier et Waddington, « The helium nuclei of the primary cosmic radiation as studied over a solar cycle of activity, interpreted in terms of electric field modulation », Space Science Reviews, vol. 4, no 3,‎ 1er mai 1965, p. 313–372 (ISSN 1572-9672, DOI 10.1007/BF00210708, Bibcode 1965SSRv....4..313F)